# Мензура (нотация)
Мензу́ра (лат. mensura — размер), в мензуральной нотации западноевропейского Средневековья и Возрождения — числовое отношение между двумя соседними (ближайшими) ритмическими величинами. Тройное (исторически более раннее) отношение именовалось перфектной (от лат. perfectio — совершенство, законченность) мензурой, двойное — имперфектной (несовершенной).

Четыре основные мензуры. Знак во втором столбце показывает одновременно темпус и пролацию в данной мензуре. Порядковая нумерация (римские цифры от I до IV) условная.

Мензура лонги и бревиса называлась модусом (лат. modus), бревиса и семибревиса — темпусом (лат. tempus — время), семибревиса и минимы — пролацией (лат. prolatio — расширение). В классической мензуральной ритмике (XIV—XV вв.) выделились четыре основные мензуры. Для их обозначения использовались специальные знаки (см. иллюстрацию, столбец Sign.), которые ставились в начале первого нотоносца наподобие современных размеров: круг символизировал совершенство/законченность (= перфектный темпус), незавершённый круг — несовершенство (= имперфектный темпус).
До установления словесных темповых и цифровых (метрономических) обозначений смена мензуры в музыке интерпретировалась как указание на изменение темпа.